# Corythostoma triaulolaimus
Corythostoma triaulolaimus is een rondwormensoort uit de familie van de Leptosomatidae.